# Tricyphona nigrocuspis
Tricyphona (Tricyphona) nigrocuspis là một loài ruồi trong họ Pediciidae. Chúng phân bố ở vùng Indomalaya.